# Renversement du royaume d'Hawaï
Le renversement du royaume d'Hawaï se réfère à un coup d'État qui commence le 17 janvier 1893 dans l'archipel d'Hawaï dans lequel des insurgés anti-royalistes, composés majoritairement de citoyens des États-Unis préparèrent le renversement de la monarchie de la reine hawaïenne Liliʻuokalani. Hawaï fut initialement constitué comme une république indépendante, mais le but final en était l'annexion par les États-Unis d'Amérique, ce qui fut finalement accompli en 1898.